# 小貝川

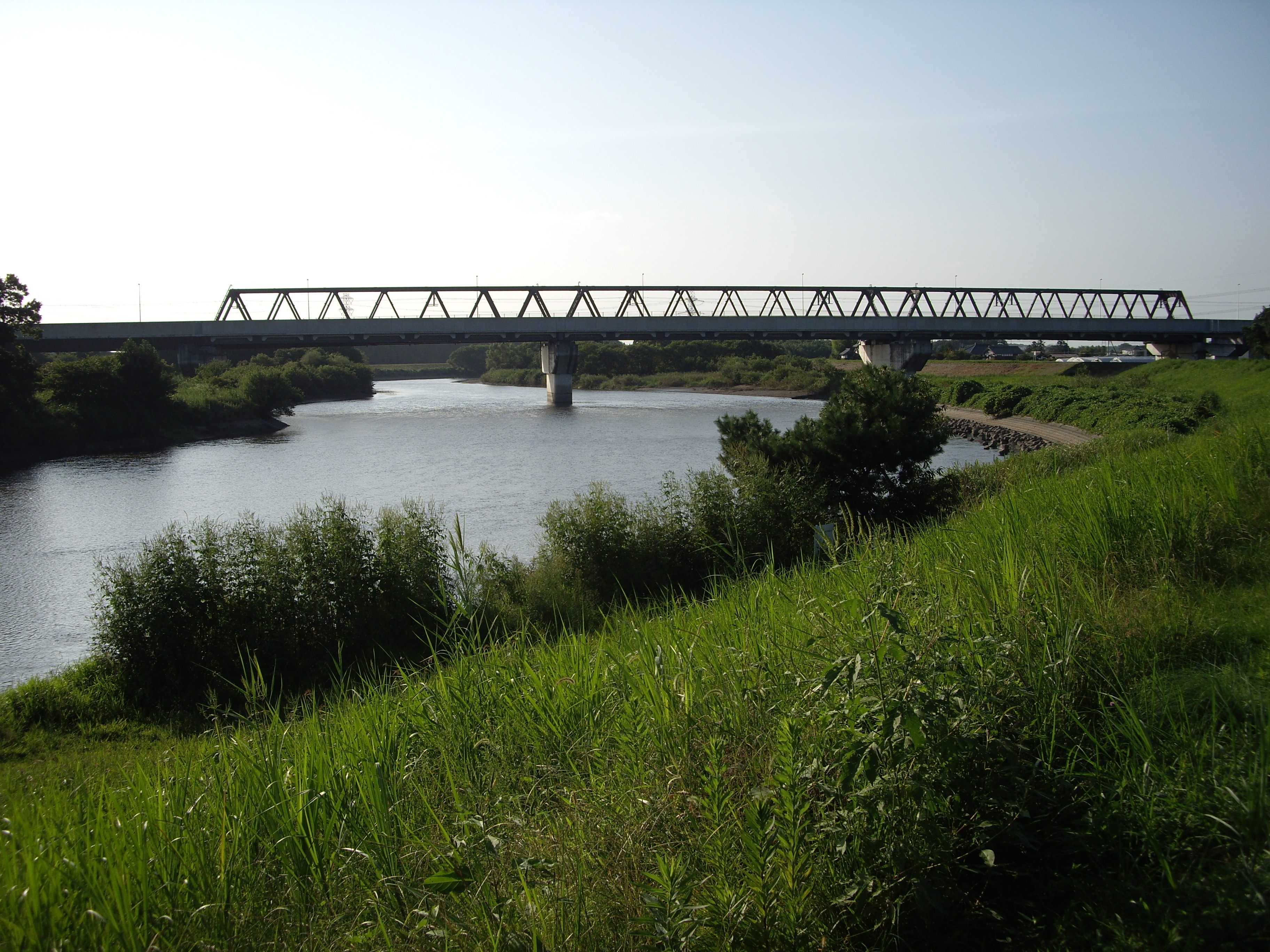
TX小貝川橋梁付近（2009年9月5日撮影）

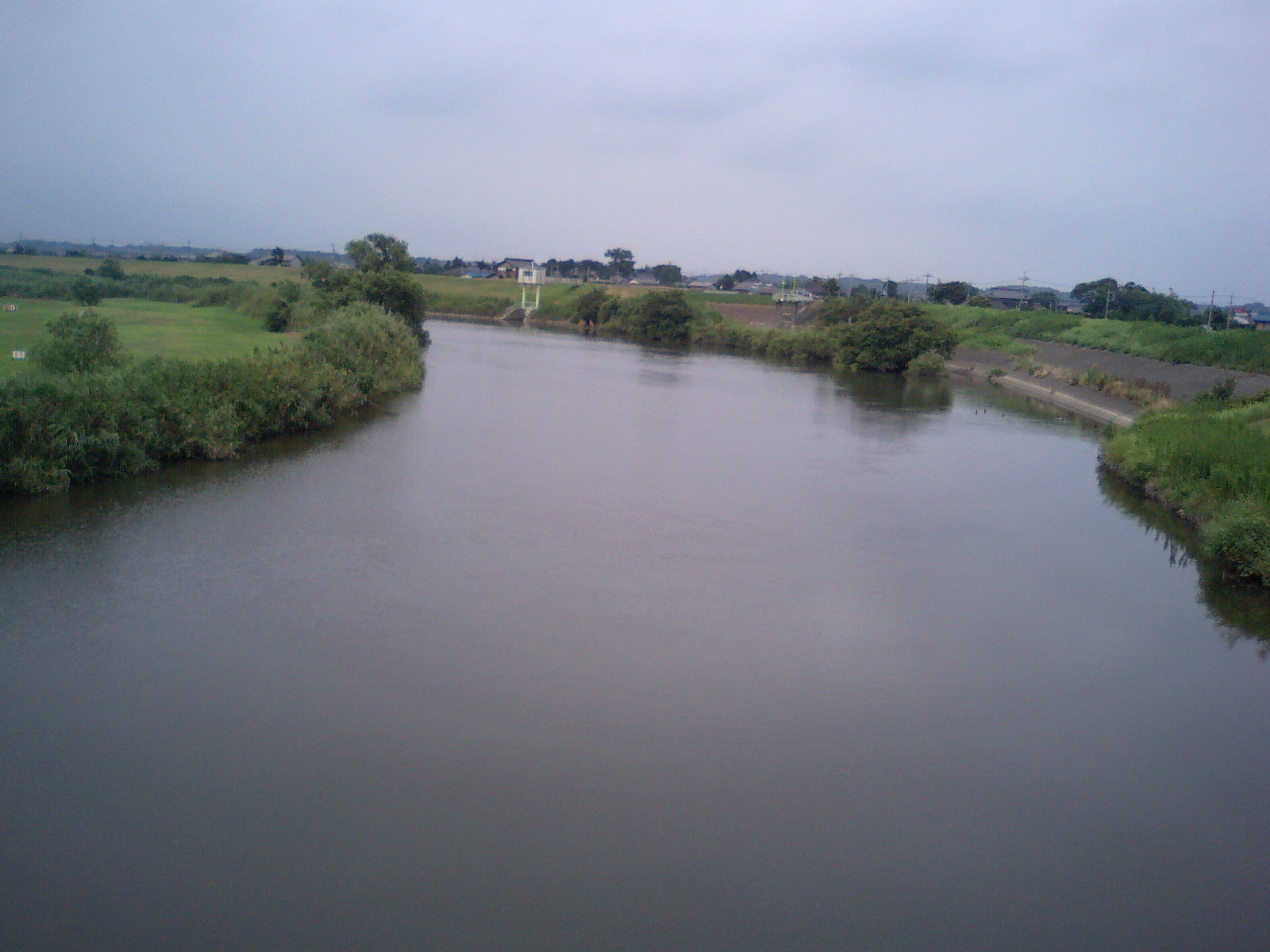
文巻橋（取手市）より上流方向 （2007年8月29日撮影）

小貝川（こかいがわ）は、関東平野を北から南へと流れる一級河川。利根川水系利根川の支流である。全長111.8kmで、利根川の支流中で第2位の長さを誇る。

## 概要
古くは小飼川、蚕養川と表記され、前井川、幸田川の別名を持つ。下流はかつて下総国と常陸国（廃藩置県後の千葉県と茨城県。後に千葉県の利根川以北は茨城県に編入）の境となっていた。
頻繁に洪水を起こす「暴れ川」として知られる。また、かつての河道が蛇行を繰り返していたことから、流域には三日月湖が点在している。
下流部は小貝川低地と呼ばれる低地で、筑波・稲敷台地（常陸台地）の末端の湾入部には牛久沼がある。
川の美化活動も活発で、国土交通省関東地方整備局下館河川事務所主催により毎年7月第2土曜日に「小貝川クリーン大作戦」が開催され流域市町村では一斉に清掃活動が行われる。バス釣りのポイントとしても有名で、釣り雑誌などでよく取り上げられる。

### 語源
語源については諸説がある。
- 流域の貝塚があり、小貝がたくさん採れたことから呼ばれる。
- 常陸・下総の国境を流れていたので、国境（こっかい）がいつか「こかい」になった。

## 地理
栃木県那須烏山市曲畑（そりはた）の小貝ヶ池に源を発し南へ流れる。五行川、大谷川等の支流を合わせ、茨城県取手市、北相馬郡利根町と千葉県我孫子市の境で利根川へ合流する。

### 流域自治体
- 栃木県
  - 那須烏山市 - 芳賀郡市貝町 - 芳賀郡益子町 - 真岡市
- 茨城県
  - 筑西市 - 下妻市 - （常総市・つくば市の境） - つくばみらい市 - （つくばみらい市・守谷市の境） - 取手市 - （取手市と龍ケ崎市の境） - （取手市と利根町の境）

## 歴史
縄文海進時には下妻付近まで入り江が湾入し、古鬼怒湾（香取海）を形成した。その後、鬼怒川・小貝川の土砂が堆積し古鬼怒湾は後退し、また河道の変化も激しく、その跡は広大な氾濫原となった。また小貝川が堰き止められ騰波の江があった。江戸時代寛永期頃は、小貝川は現在のつくばみらい市寺畑（旧・谷和原村）付近で鬼怒川に合流していた。
その後、鬼怒川は瀬替え工事が行われ、板戸井を開削し常陸川に合流させたので、小貝川と合流しなくなった。
また戸田井・羽根野を開削し小貝川を南流させ常陸川の狭窄部に合流させた。
1938年の水害の後、建設省は布川町と布佐町の間の狭窄部に原因があるとして、北文間村から東文間村の利根川に向けて小貝川の流路変更する計画を立てた。この計画には多数の耕地が潰れるものであったことから、地域住民らは強烈な反対運動を展開、一時は内務省役人を竹槍で殺害する計画まで立てられた。第二次世界大戦後も、建設省は1949年（昭和24年）度、1950（昭和25年）度と続けて耕地買収予算を計上していたが、地元の反対は強く買収は進まなかった。1950年（昭和25年）の水害の直前にも茨城県議会議員と地元住民らが、建設省に建設反対の陳情に訪れていた。

### 水害の歴史
狭隘な河川のため、下流部の龍ケ崎市・取手市（旧・藤代町）周辺において幾度となく堤防からの溢水、堤防の破堤を繰り返してきた歴史がある。
- 1935年（昭和10年）9月26日 - 群馬県内の集中豪雨の影響で水位が上昇。高須村大留地内の堤防200mが決壊[6]。
- 1938年（昭和13年）6月28日
- 1941年（昭和16年）7月10日 - 高須村高須地先で左岸の堤防が決壊。
- 1950年（昭和25年）8月2日 - 高須村神浦地先で堤防が決壊。同村のほか相馬町、小文間村、山王村、寺原村、六郷村が水没した。死傷者は出なかったものの床上浸水した家屋だけでも1880戸に及び、被災者25000人を出した[7]。
- 1958年（昭和33年）9月27日
- 1966年（昭和41年）6月26日
- 1981年（昭和56年）8月24日
- 1986年（昭和61年）8月4日
- 2007年（平成20年）10月3日

特に、1986年（昭和61年）の台風10号による豪雨では、堤防が決壊し、大きな洪水被害を出した。この洪水被害を契機に、筑西市の大谷川との合流部に母子島遊水池が建設された。

## 支流
- 大川
- 大羽川
- 五行川（勤行川）
- 大谷川
- 糸繰川
- 谷田川
- 北浦川
- 中通川（茨城県）

## 橋梁
なお小貝川には沈下橋（潜水橋）が複数存在している（2004年現在、木造の「流れ橋」も存在する）。
- 名称不明（栃木県道64号宇都宮向田線）
- 名称不明（栃木県道176号杉山石末線）
- 上一町田橋
- 小貝橋（栃木県道338号芳賀茂木線）
- 名称不明（栃木県道69号宇都宮茂木線）
- 金井橋（栃木県道163号黒田市塙真岡線）
- 小貝川大橋
- 小貝川橋（栃木県道163号黒田市塙真岡線）
- 紅取橋（国道123号）
- 長橋
- 名称不明（はが野グリーンコリドール）- 広域農道
- 助成橋
- 塙橋（国道121・294号）
- 新橋
- 小貝川橋梁（真岡鐵道真岡線）
- 田野橋（茨城県道・栃木県道257号西小塙真岡線）
- 青谷橋
- 稲荷橋
- 道祖士橋（栃木県道・茨城県道119号真岡岩瀬線）
- 阿部岡橋
- 大月橋
- 三谷橋
- 小貝川橋（北関東自動車道）
- 水戸部橋（茨城県道・栃木県道45号つくば真岡線）
- 加草橋（茨城県道・栃木県道216号岩瀬二宮線）
- 大関橋
- 川澄橋
- 新常盤橋（国道50号下館バイパス）
- 常磐橋（茨城県道7号石岡筑西線）
- 直井橋
- 小貝川橋梁（水戸線）
- 成田橋（茨城県道7号石岡筑西線）
- 深見橋
- 養蚕橋（茨城県道14号筑西つくば線）
- 新大橋
- 黒子橋（茨城県道・栃木県道54号明野間々田線）
- 小貝大橋（茨城県道131号下妻真壁線）
- 祝橋（国道125号）
- 豊原橋
- 愛国橋（茨城県道56号つくば古河線）
- 長峰橋（茨城県道24号土浦境線）
- 福雷橋
- 首都圏中央連絡自動車道
- 新福雷橋（茨城県道123号土浦坂東線）
- 上蛇東橋
- 平和橋
- 福岡大堰
- 福岡橋（国道354号）
- 常総橋（沈下橋）
- 大和橋（茨城県道130号常総取手線）
- 川又橋（沈下橋）
- 伊奈橋
- 谷原大橋（茨城県道・千葉県道3号つくば野田線）
- 小貝川橋（常磐自動車道）
- 小目沼橋（沈下橋）
- もりやみらい橋（都市軸道路）・小貝川橋梁（首都圏新都市鉄道つくばエクスプレス） - 鉄道道路併用橋
- 常総橋（千葉県道・茨城県道46号野田牛久線）
- 名称不明（水管橋）
- 稲豊橋（茨城県道328号谷井田稲戸井停車場線）
- 二三成橋（茨城県道19号取手つくば線）
- 小貝川橋（茨城県道210号谷田部藤代線）
- 藤代大橋（国道6号藤代バイパス）
- 文巻橋（茨城県道208号長沖藤代線）
- 小貝川橋梁（常磐線）
- 高須橋（茨城県道208号長沖藤代線）
- 豊田堰
- 戸田井橋（茨城県道11号取手東線）